# Adriano Aprà
Adriano Aprà (Roma, 18 novembre 1940 – Roma, 15 aprile 2024) è stato un critico cinematografico, attore e saggista italiano.
Gian Piero Brunetta scrisse che Adriano Aprà con il film a soggetto Olimpia agli amici intese verificare «(...) le possibilità di passaggio dalla critica alla pratica cinematografica. I risultati e un lodevole senso di autocritica lo convinsero a continuare con risultati più brillanti e convincenti il lavoro di organizzatore culturale».

## Biografia
Adriano Aprà nacque a Roma il 18 novembre 1940, figlio dell'attrice Maria Pia De Cenzo e fratello maggiore dell'attore Pierluigi Aprà.
Divenuto critico, saggista e organizzatore culturale, fondò e diresse la rivista Cinema e Film, definita rivista sorella dei Cahiers du cinéma in un articolo ricordo apparso su questa stessa rivista firmatoJean Narboni, che lo onorò in occasione della sua scomparsa con un ricordo del direttore Marcos Uzal. L'articolo dell'amico Narboni, supportato da un'immagine presa dalla lunga sequenza dove Adriano Aprà apre Othon di Straub declamando la lingua di Corneille con l'accento italiano, termina citando la conclusione del romanzo La fonte sacra di Henry James: «ciò che manca di più nella perdita di una persona è la sua intonazione».
Curò libri su André Bazin, Jean-Luc Godard, Marco Bellocchio, Raffaello Matarazzo, Andy Warhol, Straub e Huillet, Alessandro Blasetti, Pietro Germi, Roberto Rossellini.
Diresse dal 1977 al 1989 il Salso Film & TV Festival, dal 1990 al 1998 la Mostra internazionale del Nuovo Cinema di Pesaro, dal 1998 al 2002 la Cineteca Nazionale.
Regista del lungometraggio Olimpia agli amici (1970) e del documentario Rossellini visto da Rossellini (1992), fu anche attore in film di Bernardo Bertolucci (Amore e rabbia, episodio Agonia) e Marco Ferreri (Dillinger è morto e Il seme dell'uomo), Straub e Huillet (Othon) e Francesca Archibugi (Questione di cuore).
Fu professore di Storia del cinema italiano all'Università di Roma Tor Vergata dal 2002 al 2008.
Nel settembre 2014 inaugurò il suo sito ufficiale, dove raccolse una collezione ragionata dei suoi scritti sul cinema.
Nel 1993 Aprà si cimentò nell'arte del montaggio realizzando il documentario Rossellini visto da Rossellini, film d'apertura della 60° Mostra Internazionale del Nuovo Cinema di Pesaro quale omaggio alla sua opera. 
Aprà morì a Roma il 15 aprile 2024 all'età di 83 anni.

## Saggistica
- New American cinema. Il cinema indipendente americano degli anni Sessanta, Ubulibri, 1986, ISBN 9788877480989.
- Rosselliniana: bibliografia internazionale: dossier Paisà, University of Michigan, 1987, ISBN 2560022034981.
- Poetiche delle nouvelles vagues: Without special title, Marsilio, 1989, ISBN 9788831769563.
- Viaggio in Italia. Gli anni 60 al cinema, Carte segrete, 1991, ISBN 9788885203082.
- Il Cinema sudcoreano, Marsilio, 1992, ISBN 9788831756983.
- Moravia al / nel cinema, Associazione Fondo Alberto Moravia, 1993.
- Per non morire hollywoodiani. Notizie dal cinema di fine millennio, Reset, 1999, ISBN 9788887591002.
- Ermanno Olmi. Il cinema, i film, la televisione, la scuola, Marsilio, 2003, ISBN 9788831782890.
- Marco Bellocchio. Il cinema e i film, Marsilio, 2005, ISBN 9788831787000.
- Stelle e strisce. Viaggi nel cinema USA dal muto agli anni '60, Falsopiano, 2005, ISBN 9788887011777.
- In viaggio con Rossellini, Falsopiano, 2006, ISBN 9788887011760.
- Luigi Comencini. Il cinema e i film, Marsilio, 2007, ISBN 9788831792646.
- Alberto Lattuada. Il cinema e i film, Marsilio, 2009, ISBN 9788831797771.
- Bernardo Bertolucci. Il cinema e i film, Marsilio, 2011, ISBN 9788831709651.
- Breve ma veridica storia del documentario. Dal cinema del reale alla nonfiction, Edizioni Falsopiano, 2017, ISBN 9788893041041.
- Fuorinorma. La via neosperimentale del cinema italiano, Marsilio, 2019, ISBN 9781909088337.

## Filmografia

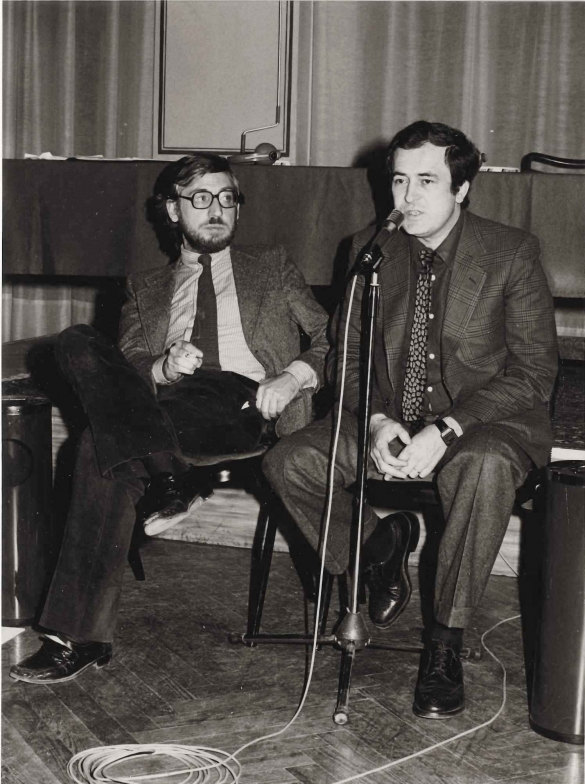
Adriano Aprà, a sinistra, con Bernardo Bertolucci, 1981

### Regista
- Olimpia agli amici (1970)
- Girato a Roma – serie TV (1977-1978)
- Il cinema degli anni pari (1983)
- Rossellini visto da Rossellini (1993)
- Circo Fellini (2011)
- All'ombra del conformista (2011)
- Rosso cenere (2013)
- Attualità di Rossellini (2018)

### Sceneggiatore
- Olimpia agli amici, regia di Adriano Aprà (1970)
- La maschera, regia di Fiorella Infascelli (1988)
- Circo Fellini, regia di Adriano Aprà (2011)
- All'ombra del conformista, regia di Adriano Aprà (2011)
- Rosso cenere, regia di Adriano Aprà (2013)
- Attualità di Rossellini, regia di Adriano Aprà (2018)
- Viaggio nel crepuscolo, regia di Augusto Contento (2021)

### Attore
- Satellite, regia di Mario Schifano (1968)
- Amore e rabbia, regia di Bernardo Bertolucci (1969)
- Dillinger è morto, regia di Marco Ferreri (1969)
- Il seme dell'uomo, regia di Marco Ferreri (1969)
- Trapianto, consunzione e morte di Franco Brocani, regia di Mario Schifano (1969)
- Umano, non umano, regia di Mario Schifano (1969)
- Gli occhi non vogliono in ogni tempo chiudersi (Les yeux ne veulent pas en tout temps se fermer), regia di Jean-Marie Straub e Danièle Huillet (1970)
- Mosè e Aronne (Moses und Aron), regia di Jean-Marie Straub e Danièle Huillet (1970)
- Ferreri, I love you, regia di Fiorella Infascelli – documentario (2000)
- Questione di cuore, regia di Francesca Archibugi (2009)
- Pietro Germi - Il bravo, il bello, il cattivo, regia di Claudio Bondì – documentario (2009)
- La balena di Rossellini, regia di Claudio Bondì – documentario (2010)
- Filmstudio Mon Amour, regia di Toni D'Angelo – documentario (2015)
- L'età d'oro, regia di Emanuela Piovano (2016)